# KGM Rexton
SsangYong Rexton – samochód osobowy typu SUV klasy średniej, a następnie klasy wyższej produkowany pod południowokoreańską marką SsangYong w latach 2001–2023 oraz przez południowokoreańskie przedsiębiorstwo KG Mobility jako KGM Rexton od 2023 roku. Od 2017 roku produkowana jest druga generacja modelu. 

## Pierwsza generacja

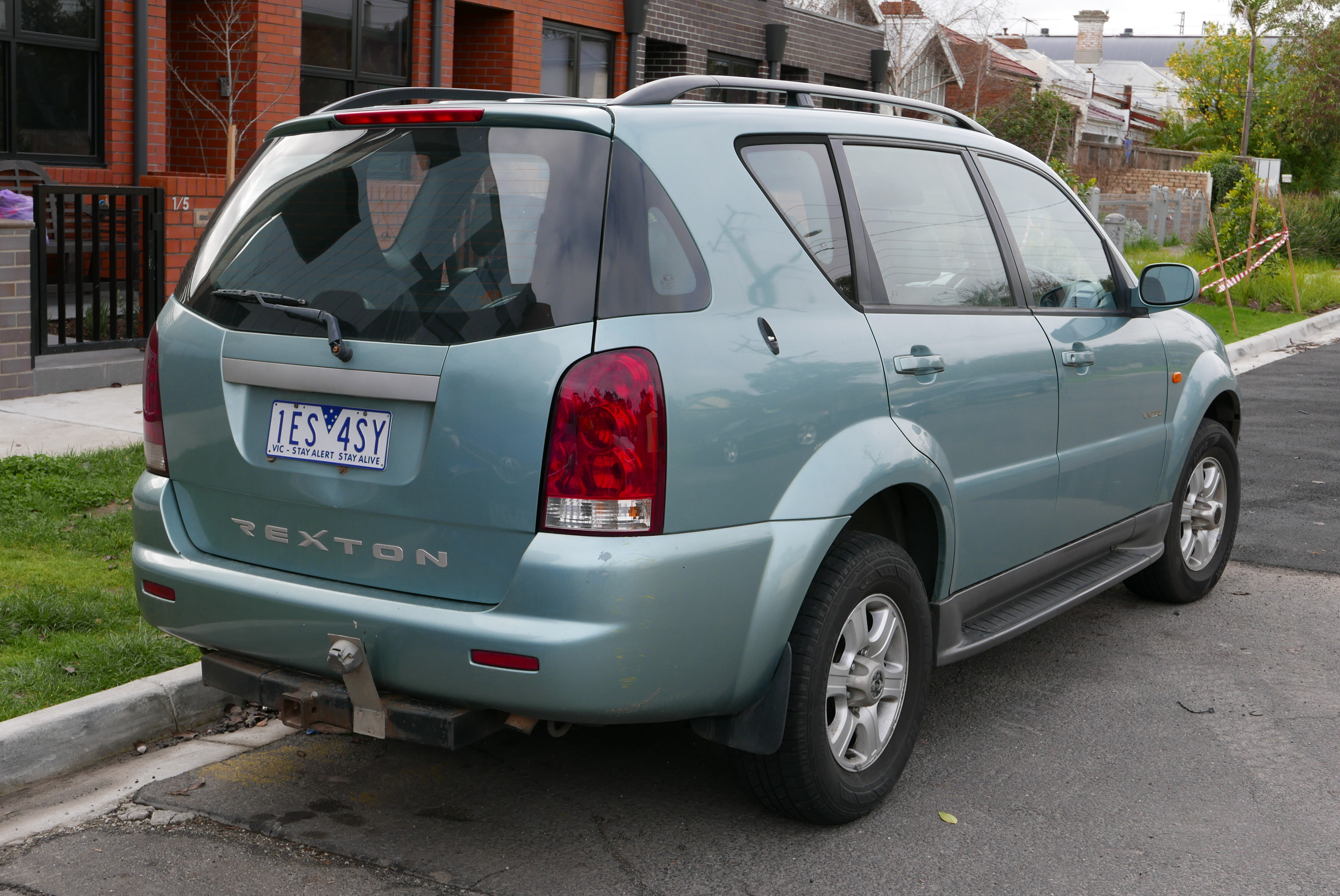
SsangYong Rexton I - tył

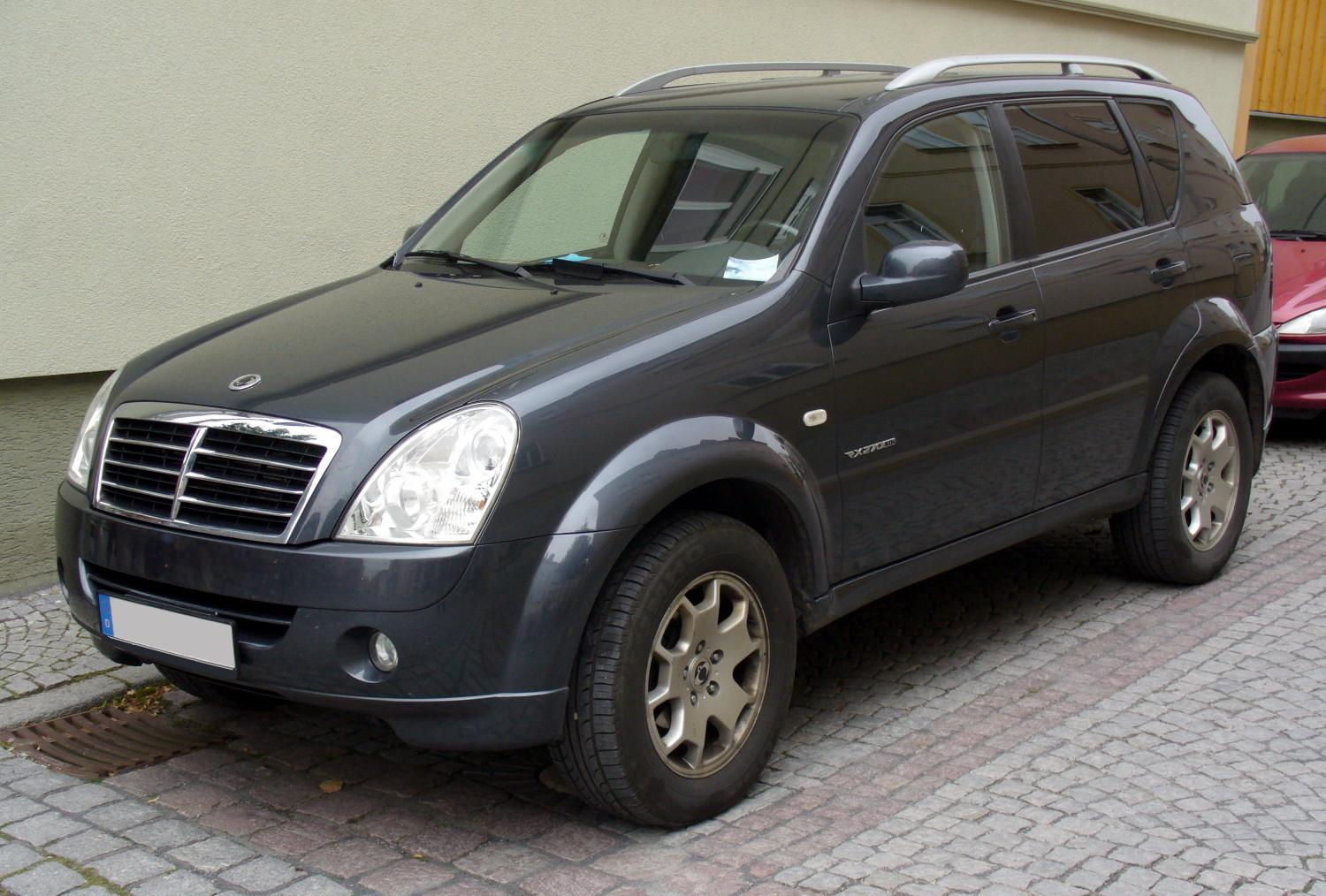
SsangYong Rexton I po liftingu

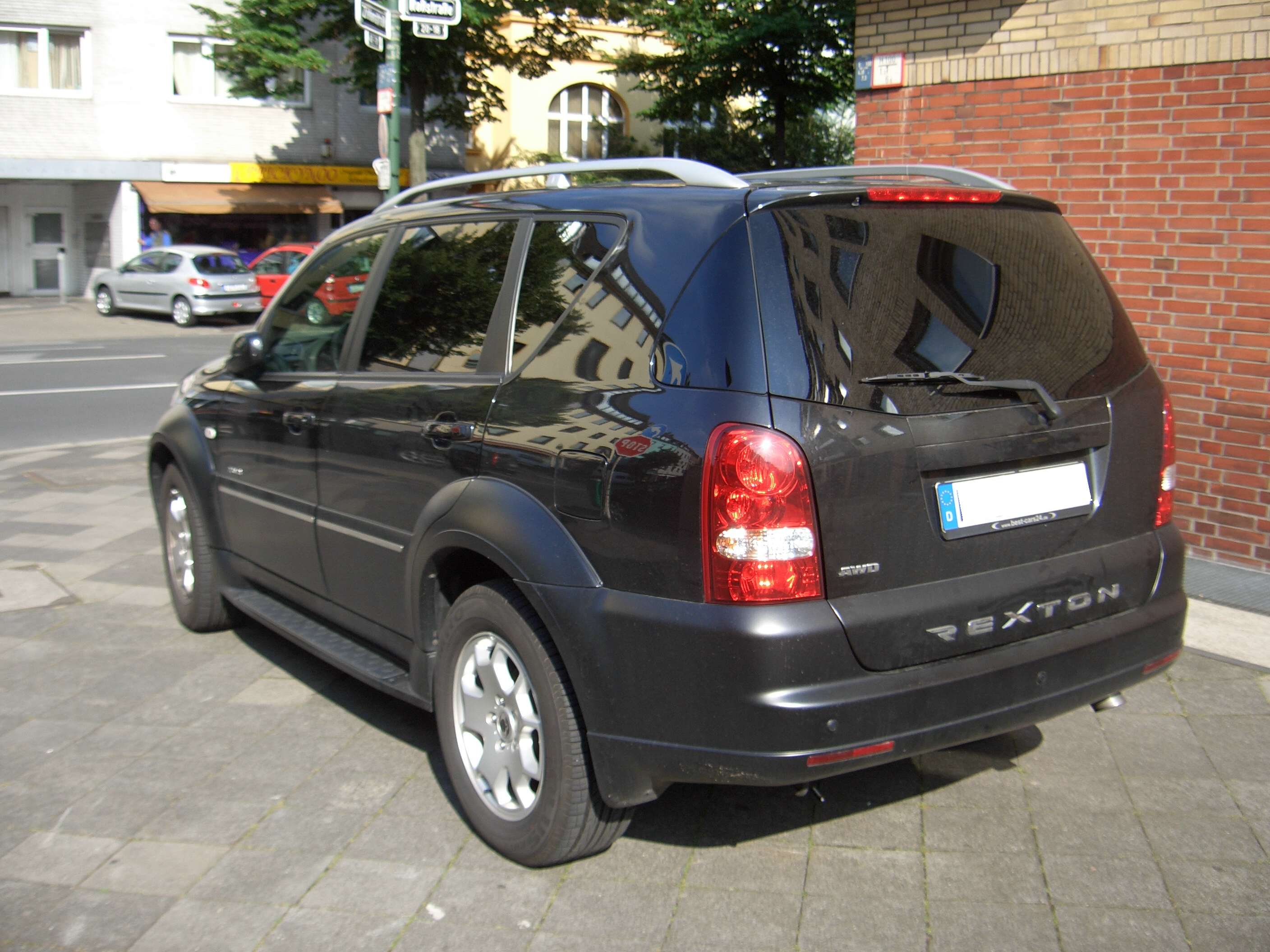
SsangYong Rexton I - tył po liftingu

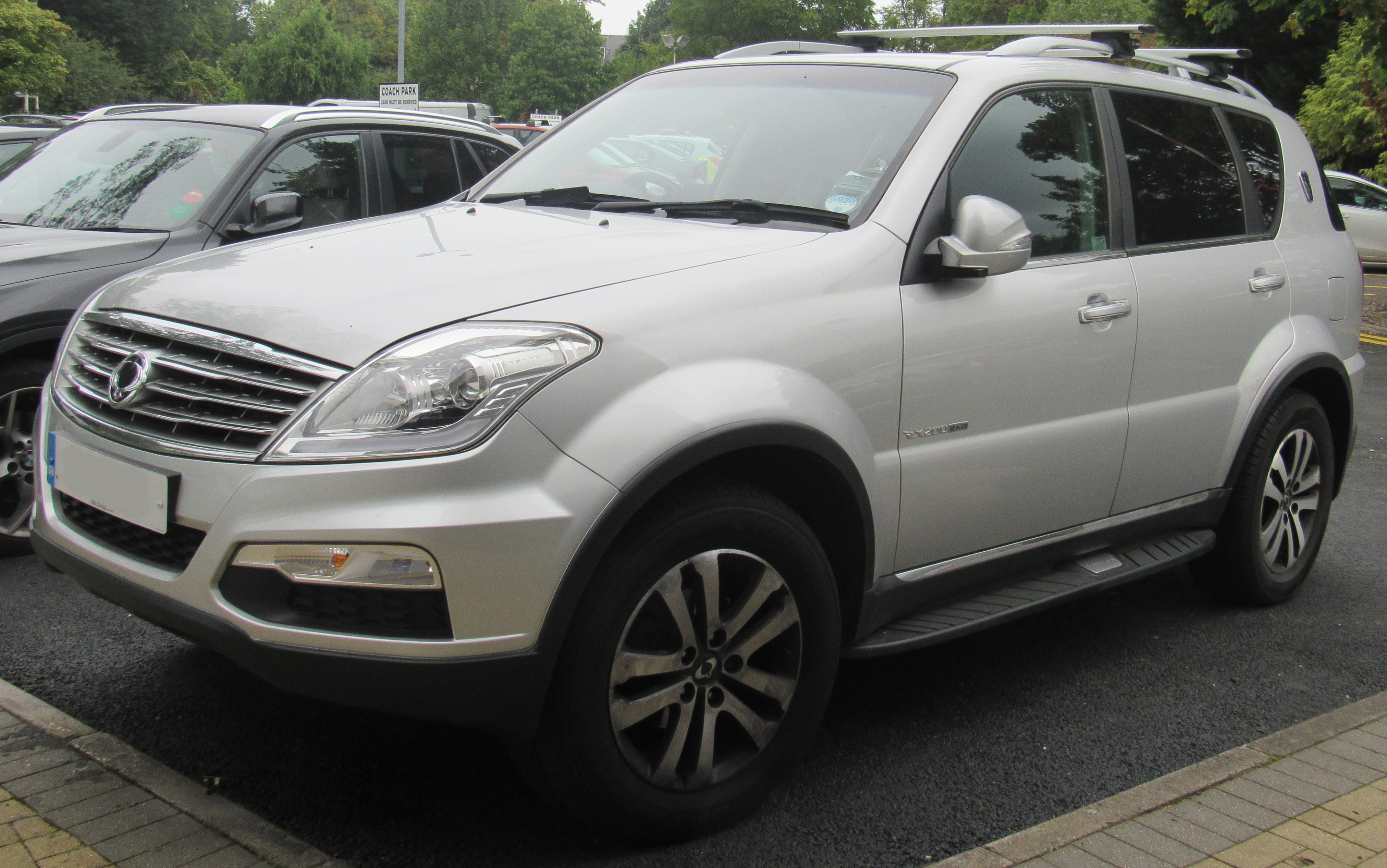
SsangYong Rexton I po drugim liftingu

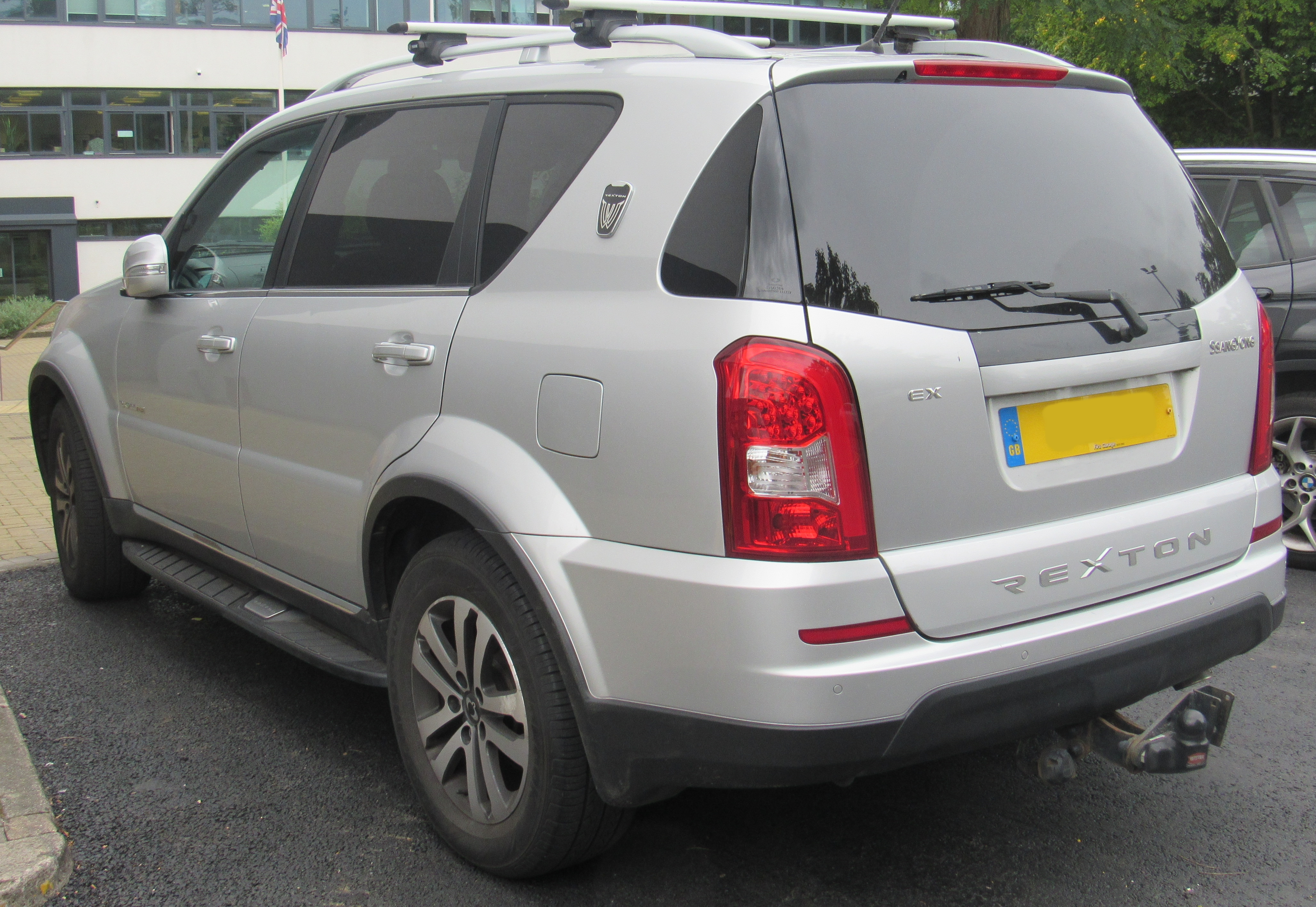
SsangYong Rexton I - tył po drugim liftingu

SsangYong Rexton I  został zaprezentowany po raz pierwszy w 2001 roku.
Model Rexton pojawił się w ofercie SsangYonga jako topowy, największy i najdroższy SUV w ofercie, stanowiący bardziej luksusową alternatywę dla modelu Musso. Samochód powstał na jego płycie podłogowej, wykorzystując także podzespoły techniczne udostępnioną przez Mercedesa z modelu ML, na czele z wysokoprężną jednostką napędową.
Kabina pasażerska Rextona pierwszej generacji umożliwiała przewiezienie od 5 do opcjonalnych 7 pasażerów w chowanym trzecim rzędzie siedzeń w bagażniku, z kolei pod kątem wykończenia postawiono na takie akcenty, jak skórzana tapicerka czy wstawki imitujące drewno.
Karoseria SsangYonga Rextona pierwszej generacji została opracowana przez włoskie biuro stylistyczne Italdesign Giugiaro, charakteryzując się charakterystyczną, zadartą ku górze linią szyb i zachodzącym na bok nadwozia tylną szybą, a także dużą chromowaną atrapą chłodnicy.
Zachowując formułę SUV-a, SsangYong Rexton pierwszej generacji miał na celu zapewniać także dobre właściwości w terenie dzięki stałemu napędowi AWD, relatywnie optymalnemu prześwitowi, a także systemom kontroli trakcji ułatwiającym manewrowanie w trudnych warunkach na bezdrożach.

### Restylizacje
W 2006 roku SsangYong Rexton pierwszej generacji przeszedł pierwszą gruntowną restylizację, która przyniosła nowe oznaczenie fabryczne Y300. Zmienił się wygląd pasa przedniego, który do nawiązując zmodyfikowanego rok wcześniej modelu Chiarman zyskał większe, łukowato ukształtowane reflektory, a także większą atrapę chłodnicy, zmodyfikowane zderzaki i zmienione wkłady lamp tylnych.
Pierwsza modernizacja przyniosła też modyfikacje w jednostkach napędowych, które zmodyfikowano pod kątem obniżenia emisji dwutlenku węgla i mogąc przez to spełnić zaostrzające się normy zarówno w Europie, jak i w rodzimej Korei Południowej.
W połowie 2012 roku SsangYong Rexton pierwszej generacji przeszedł drugą, znacznie obszerniejszą restylizację nadwozia, w ramach której otrzymał nazwę Rexton W. Samochód otrzymał bardziej aerodynamicznie ukształtowany pas przedni z reflektorami w kształcie rombu, a także znacznie większą atrapę chłodnicy w kształcie trapezu. Zaokrąglono też zderzaki, a także ponownie odświeżono wypełnienie lamp tylnych, które wykonano w technologii LED. 
Kabina pasażerska zyskała nowe koło kierownicy, a także zmodyfikowany układ przyrządów znajdujący się w konsoli centralnej i zoptymalizowane spasowanie materiałów. Pod kątem technicznym zdecydowano się wycofać dotychczas stosowaną wysokoprężną jednostkę Mercedesa, zastępując samodzielnie opracowanym dieslem o kodzie D20DTR.

### Silniki
- L4 2.0l e-XDI
- L4 2.2l e-XDI
- L5 2.7l XDI
- L5 2.9l OM662
- L6 3.2l M104

## Druga generacja

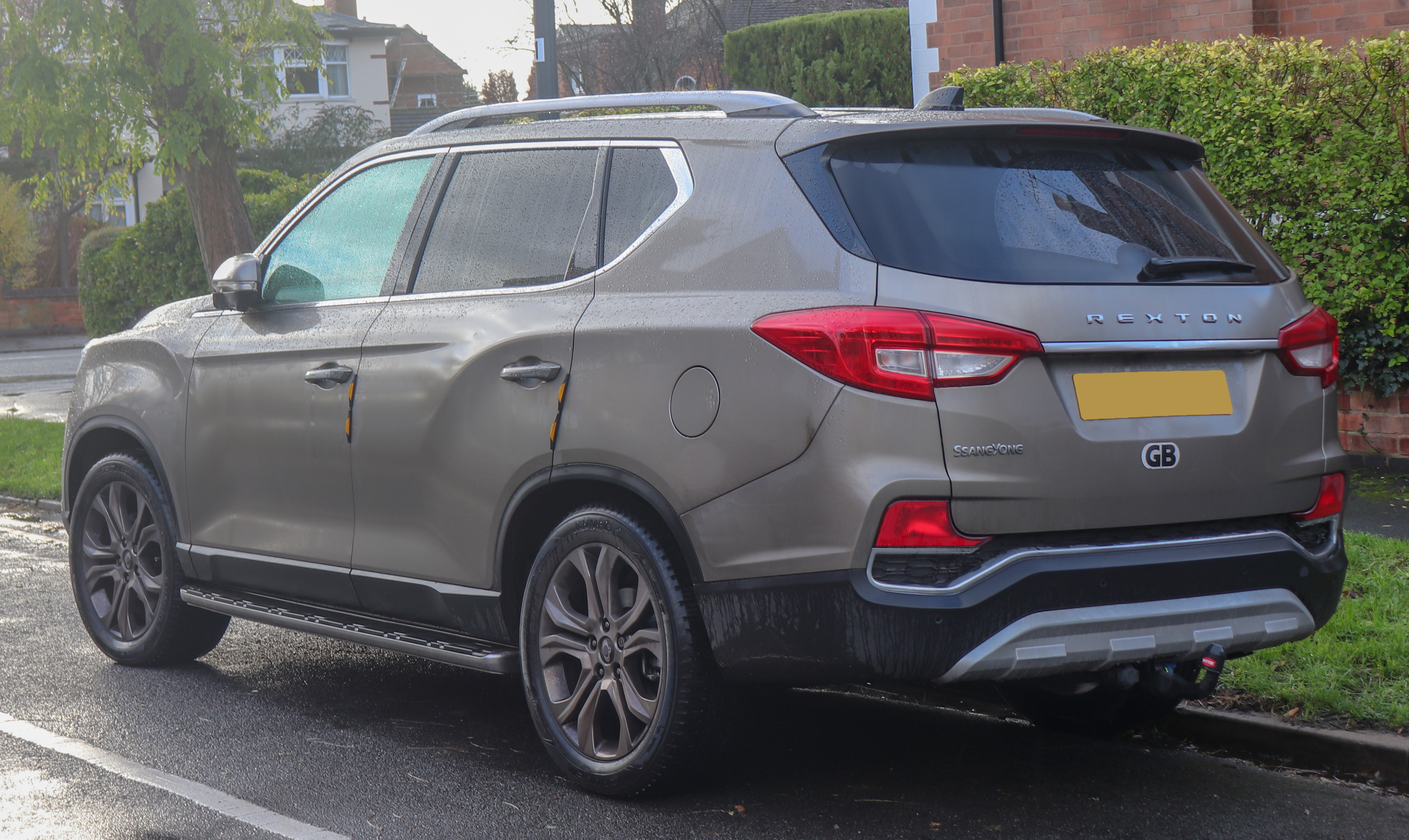
SsangYong Rexton II - tył

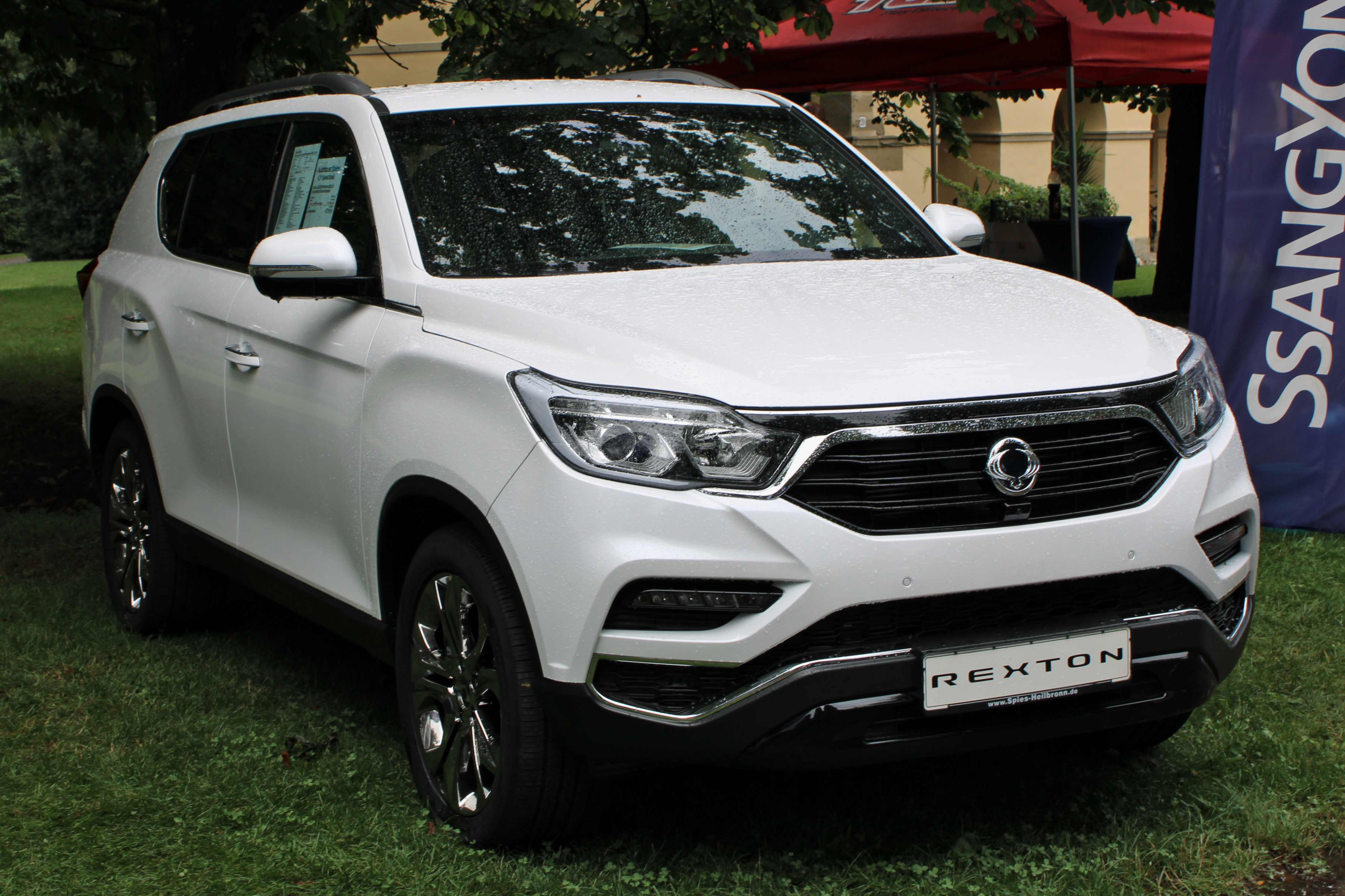
SsangYong Rexton II Crystal

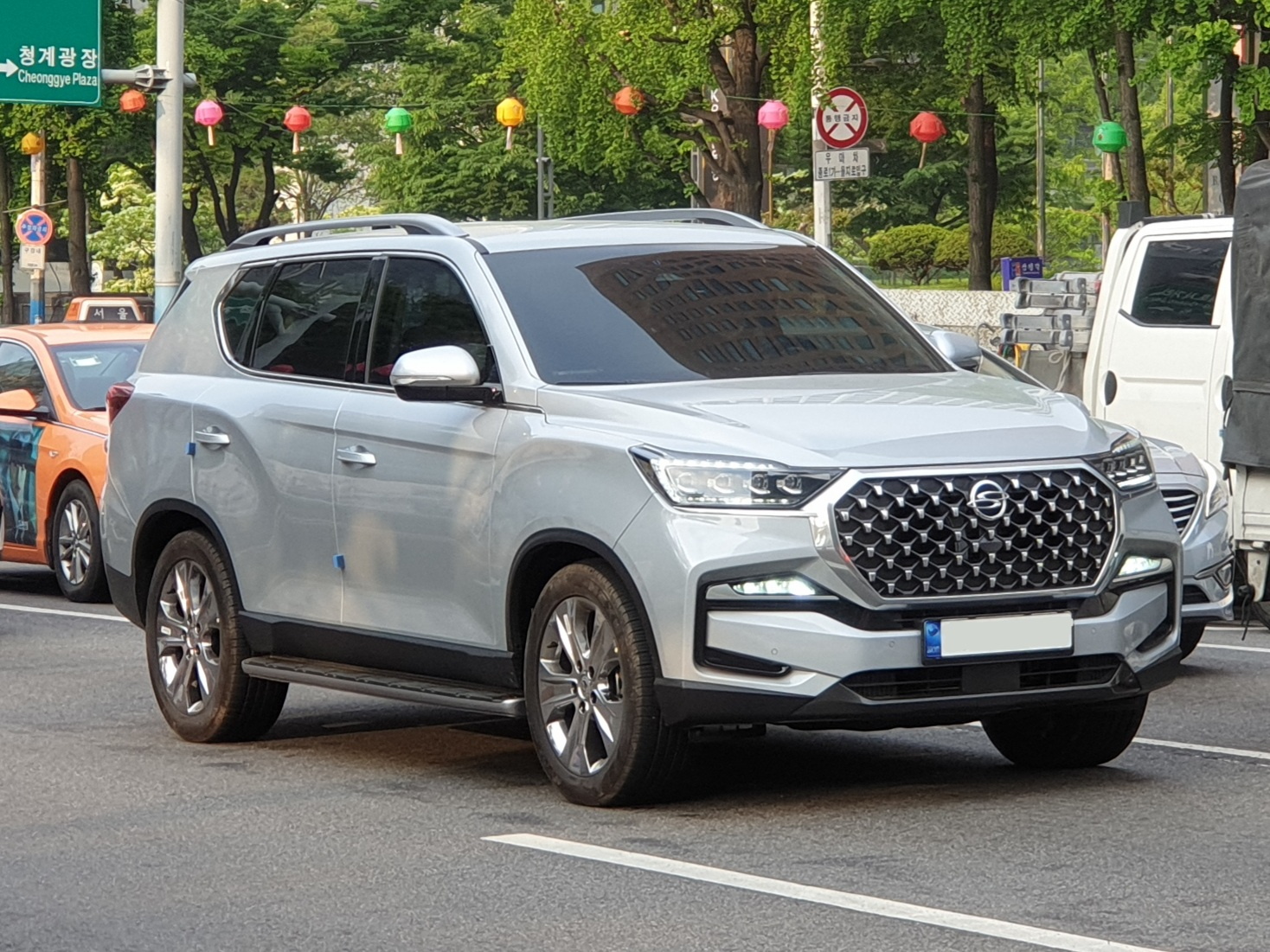
SsangYong Rexton II po liftingu

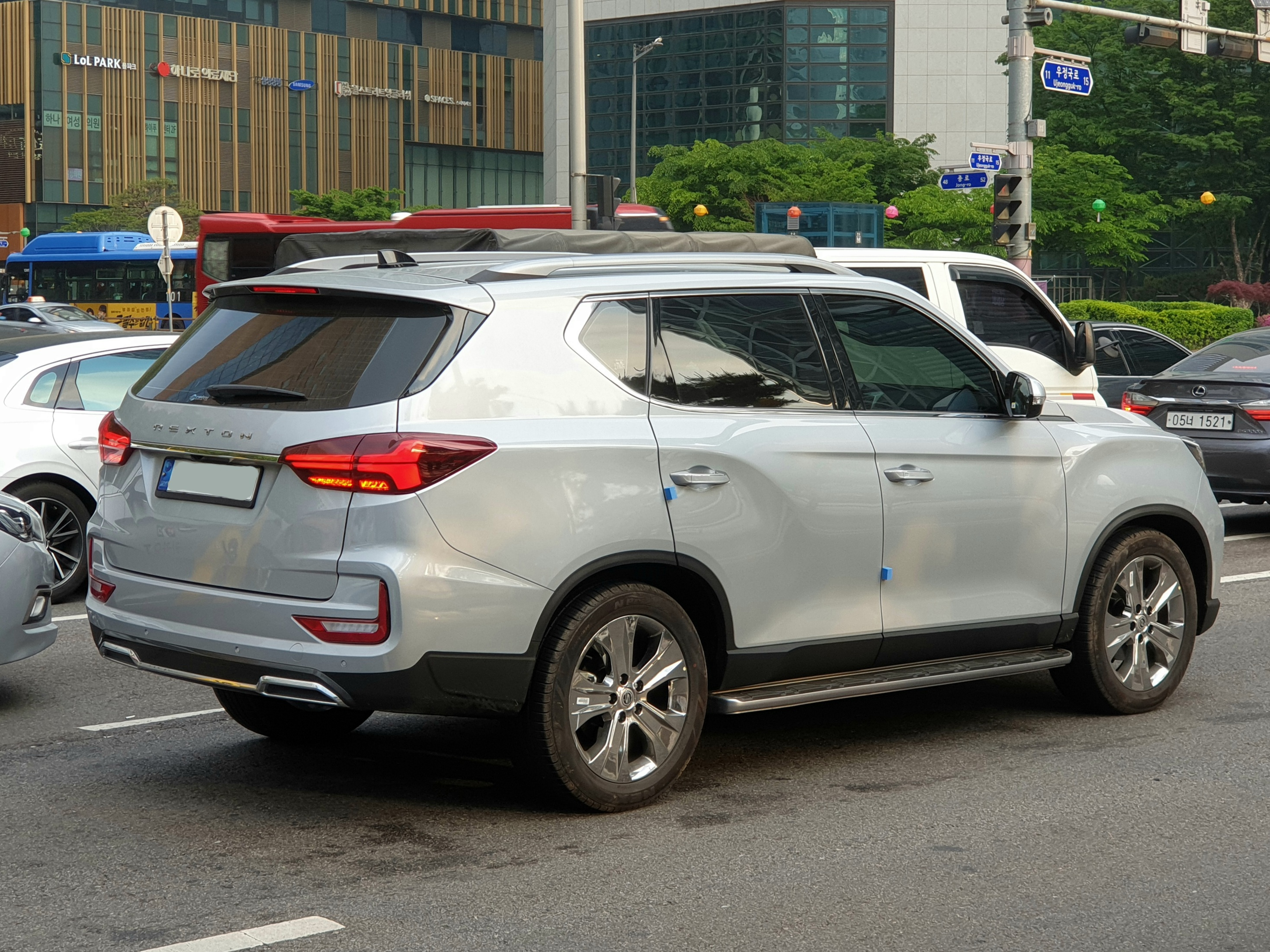
SsangYong Rexton II - tył po liftingu

SsangYong Rexton II został zaprezentowany po raz pierwszy w 2017 roku.
Druga generacja Rextona została opracowana od podstaw jako zupełnie nowa konstrukcja, zastępująca produkowanego przez 16 lat poprzednika opartego na ramie. Samochód zachował funkcję najdroższego i najbardziej luksusowego modelu w ofercie, wyraźnie zyskując na  wielkości nadwozia w celu konkurowania z takimi modelami, jak Jeep Grand Cherokee.
Wygląd pojazdu zaprojektowany został przez włoskie studio stylistyczne Pininfarina, charakteryzując się dużą atrapą chłodnicy wykończoną chromem, a także wyraźnymi przetłoczeniami na panelach bocznych nadwozia.Prześwit pojazdu w wersji z napędem na koła przednie wynosi 205 mm, natomiast z tym na wszystkie koła 224 mm. Kabina pasażerska została wykończona dostępną w najbogatszych wariantach wyposażenia mieszanką skóry i alcantary, a także aluminium. Konsolę centralną zdominował 9,2-calowy wyświetlacz dotykowy zapewniający dostęp do systemu multimedialnego.
Model trafił do sprzedaży jeszcze w Korei jeszcze w pierwszej połowie 2017 roku, natomiast na rynkach europejskich zadebiutował przed końcem 2017 roku. Do polskich salonów trafił w październiku 2017 z wyjściową ceną na poziomie 109 900 zł.

### Restylizacje
W połowie października 2020 roku przedstawiono oficjalnie Rextona drugiej generacji po obszernej restylizacji nadwozia. W efekcie, samochód otrzymał nowy wygląd pasa przedniego z większym, sześciokątnym wlotem powietrza o gwieździstej strukturze i z chromowaną obwódką. Ponadto, zmienił się również kształt oraz wypełnienie reflektorów, a także lamp tylnych wykonanych w technologii LED. W kabinie pasażerskiej pojawiło się nowe koło kierownicy i przestylizowana paleta przyrządów w konsoli centralnej.
W maju 2023 samochód przeszedł drugą modernizację, która tym razem skoncentrowała się na dostosowaniu marki do nowej nazwy producenta, KGM Rexton, oraz zastosowaniu przeprojektowanego projektu kabiny pasażerskiej. Dotychczasowy układ zastąpił nowy projekt konsoli centralnej z wyżej umieszczonym, większym 20-calowym ekranem systemu multimedialnego, przy okazji czego zmieniono także ulokowanie nawiewów i panel klimatyzacji.

### Indie
SsangYong Rexton drugiej generacji od listopada 2018 roku jest również produkowana i sprzedawana na rynku indyjskim pod marką Mahindra jako Mahindra Alturas G4, odróżniając się innym wyglądem atrapy chłodnicy.

### Wersje wyposażenia[19]
- Crystal
- Quartz
- Sapphire

### Silniki
- R4 2.0l GDI Turbo
- R4 2.2l 220 Diesel